# Saint-Hyacinthe
Pour les articles homonymes, voir Saint-Hyacinthe (homonymie).
Saint-Hyacinthe est une ville canadienne du Québec, chef-lieu de la MRC des Maskoutains, dans la région de la Montérégie. La ville est traversée par la rivière Yamaska, perpendiculairement à l'autoroute 20. Elle tient son nom du fondateur de la ville, le seigneur Jacques-Hyacinthe Simon dit Delorme.
Elle détient le titre de « Technopole agroalimentaire du Canada », puisque s'y logent notamment un centre de recherche sur les aliments (CRDA), un Institut de recherche et développement en agro-environnement (IRDA), un institut de technologie agroalimentaire (ITA) et le siège social du Centre d'insémination artificielle du Québec (CIAQ), le tout situé sur un territoire agricole qui héberge également des sièges sociaux d’entreprises agroalimentaires ainsi que des entreprises du secteur de la transformation dans le domaine. Saint-Hyacinthe compte également la seule faculté de médecine vétérinaire au Québec (la seule à être francophone en Amérique du Nord).
Les Orgues Casavant Frères, qui ont lancé la première usine d'orgues à tuyaux d'Amérique du Nord, sont également établis à Saint-Hyacinthe.
Plusieurs entreprises sont présentes sur le territoire, dont Fruit d'Or, producteur et transformateur de canneberges et de bleuets et Bectrol, spécialisé dans la production de panneaux de contrôle industriels. Jefo, spécialisée en suppléments pour nutrition animale prend aussi place à Saint-Hyacinthe.

## Histoire

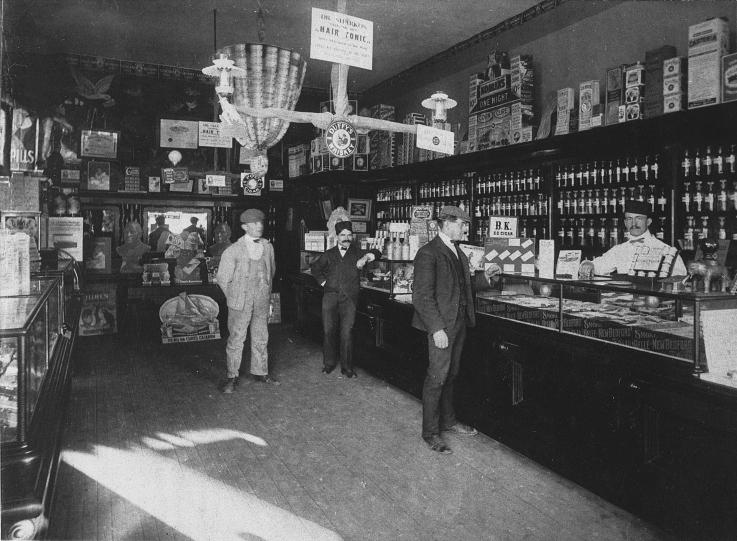
Intérieur d'un magasin général, Saint-Hyacinthe, vers 1900.

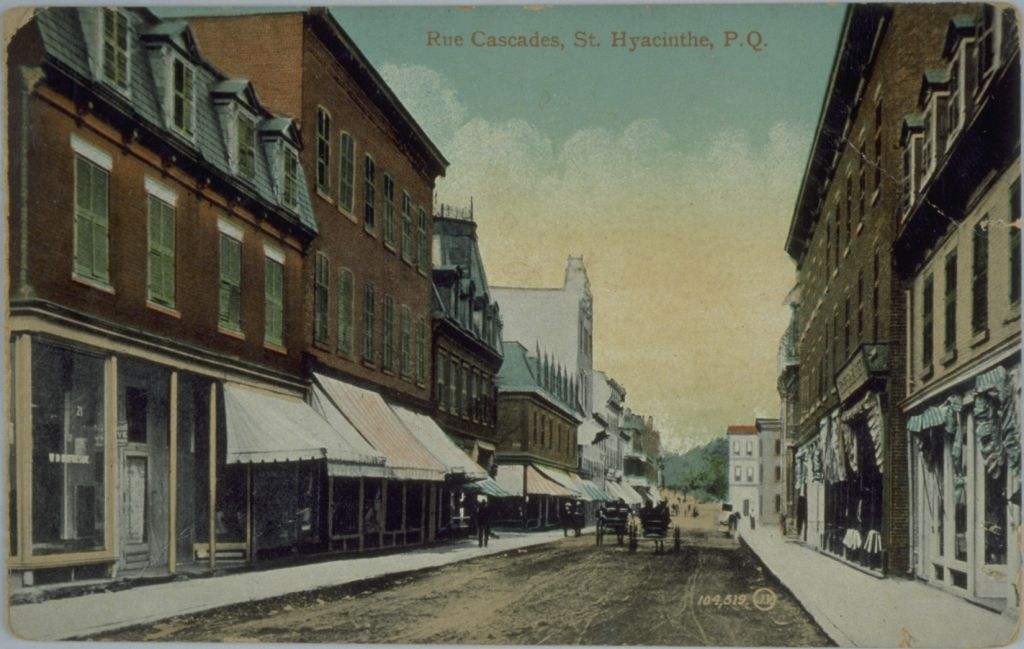
Rue Cascades, Saint-Hyacinthe, carte postale, vers 1903-1910.

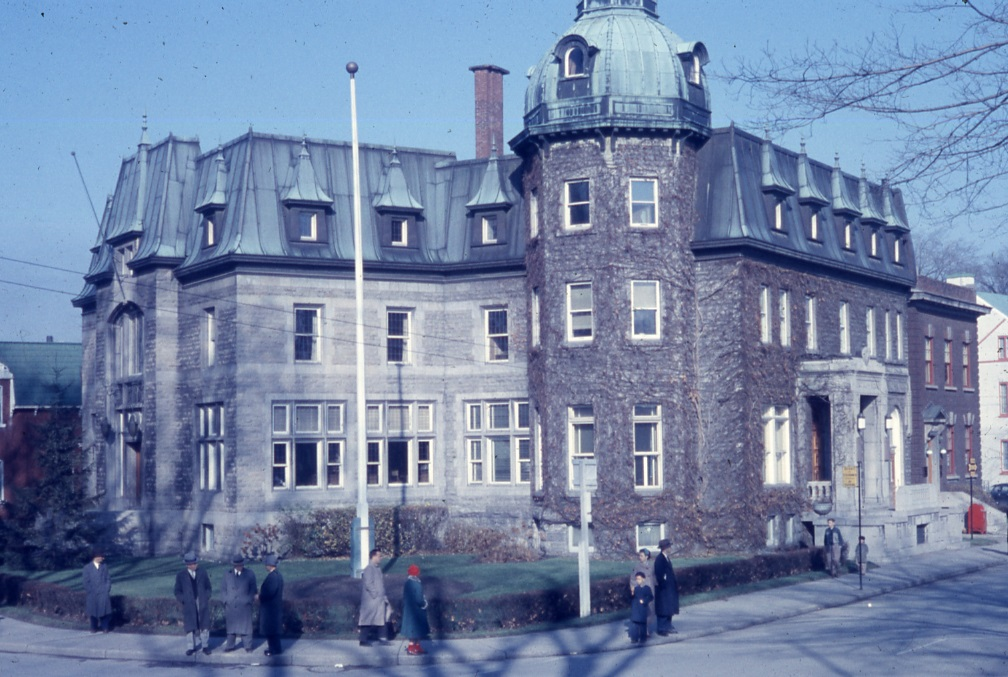
Hôtel de ville de Saint-Hyacinthe dans les années 1960.

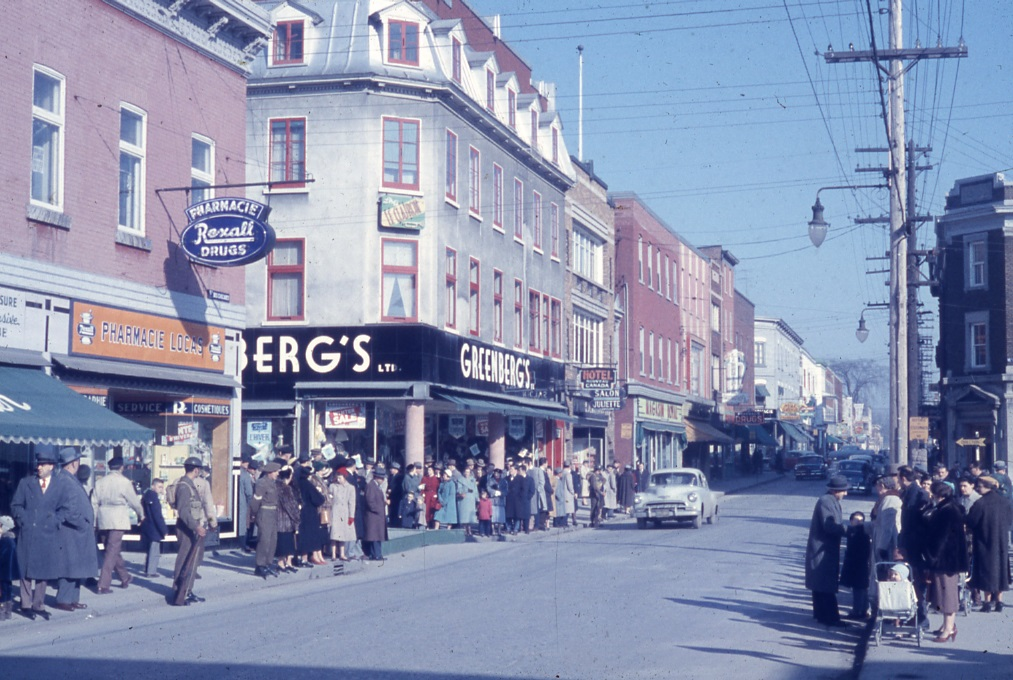
Rue Cascades à Saint-Hyacinthe dans les années 1950.

Pierre-François Rigaud de Vaudreuil, écuyer et natif de Mortagne-au-Perche en France, reçut en 1748 une gigantesque seigneurie (seigneurie de Maska, les gentilés actuels Maskoutaine et Maskoutain en sont les dérivés) du roi de France Louis XV. Cette dernière lui fut attribuée en guise de récompense pour ses loyaux services auprès de la communauté de la Nouvelle-France. Ce fut le dernier legs de la France au Canada. Louis XV en ratifiait la concession par brevet le 30 avril 1749.
Couvrant une superficie de 36 lieues, ce territoire immense, traversé par une rivière et une forêt riche en pins, n'a jamais été exploité par Pierre-François Rigaud de Vaudreuil. Il resta vierge jusqu'au 25 octobre 1753, date où il fut vendu devant les notaires Dulaurent & Sanguinet à monsieur Jacques-Hyacinthe Simon dit Delorme, entrepreneur pour les plates-formes et affûts d'artillerie. Le territoire fut vendu pour la somme de 4 000 francs, soit environ 800 $ à l'époque. Jacques-Hyacinthe Simon dit Delorme modifia l'appellation du territoire pour celle de son saint patron, Saint-Hyacinthe.
Jacques-Hyacinthe était âgé de 31 ans. Il ne prit possession de sa seigneurie qu'au printemps 1757, accompagné de sa femme Marie-Josephte Jutras dit Desrosiers, ainsi que de six défricheurs. Les premiers colons français vinrent s'installer dans le «Rapide Plat» et entreprirent la construction de leur maison près du gué le plus pratique sur le cours d'eau maskoutain, la Yamaska. Le seigneur facilitait le défrichement des terres, dont le bois était destiné à la construction de navires de guerre français, ainsi que l'agriculture.
Quelques années plus tard, Jacques-Hyacinthe découvrit un autre site, au pied d'une petite chute, future productrice d'énergie hydraulique, qu'il nomma un peu plus tard, la «Cascade». Il invita alors ses colons à se construire près de cette faille et c'est aux environs que se développera le nouveau Saint-Hyacinthe, cœur économique actuel. Marchés, centres, moulin, lieu de culte, tous les bâtiments d'envergure se trouvent dans ce nouveau centre. Le manoir seigneurial est même construit sur la butte (rue Girouard, à venir).
En 1848, un chemin de fer relie Saint-Hyacinthe à Longueuil, situé à côté de Montréal. L'année suivante, la ligne ferroviaire rejoint Richmond, puis Sherbrooke et Portland à l'est, et Lévis au nord, en face de Québec. Puisque la croissance industrielle est plus lente que prévu, c'est seulement dans la période de 1870 à 1900 que les activités de fabrication commencent à prendre une place prédominante, quand Saint-Hyacinthe devient un centre de production de textiles de premier plan au Québec.
En 1849, Saint-Hyacinthe est érigée en municipalité de village. Un an plus tard, elle sera dite municipalité de ville et finalement, en 1857, en cité.
Le 3 septembre 1876, un incendie majeur brûle plus des deux tiers de la ville. Vers la fin des années 1800, la ville dispose d'une gare terminus de la ligne du Drummond County Railway (DCR).
En 1976, une fusion avec trois municipalités avoisinantes (La Providence, Saint-Joseph et Douville) la place parmi les villes les plus importantes au Québec. Le 27 décembre 2001, un second regroupement issu de six villes crée l'actuelle ville de Saint-Hyacinthe, avec un total de 51 359 habitants au moment de cette fusion :
- Saint-Hyacinthe (39,739)
- Sainte-Rosalie (4,170)
- Saint-Thomas-d'Aquin (4,000)
- Sainte-Rosalie (paroisse) (1,476)
- Saint-Hyacinthe-le-Confesseur (1,151)
- Notre-Dame-de-Saint-Hyacinthe (858)

À partir des années 1975, Saint-Hyacinthe connut un essor remarquable, nombre de compagnies tentant de s'y établir. En 2005, ING Canada prit la décision d'installer son siège social à Saint-Hyacinthe, maintenant connu sous le nom d'Intact Corporation Financière.

### Héraldique
| Nous revivons par amour et courage |
| ---------------------------------- |

| L'écu de Saint-Hyacinthe se blasonne ainsi : Écartelé: au 1, d'argent à la fleur de lys d'azur, au 2, de gueules à la roue dentée d'argent, au 3, de gueules à la barre ondée d'argent, au 4, d'argent à la herse de sable, et sur le tout d'or à la croix de lorraine d'azur. |

## Géographie
La rivière Yamaska traverse la ville du sud au nord. À partir de son crénon, dans l'est, la rivière Delorme coule vers le nord-ouest jusqu'à sa confluence rive droite avec la Yamaska.

### Municipalités limitrophes

Centre-ville
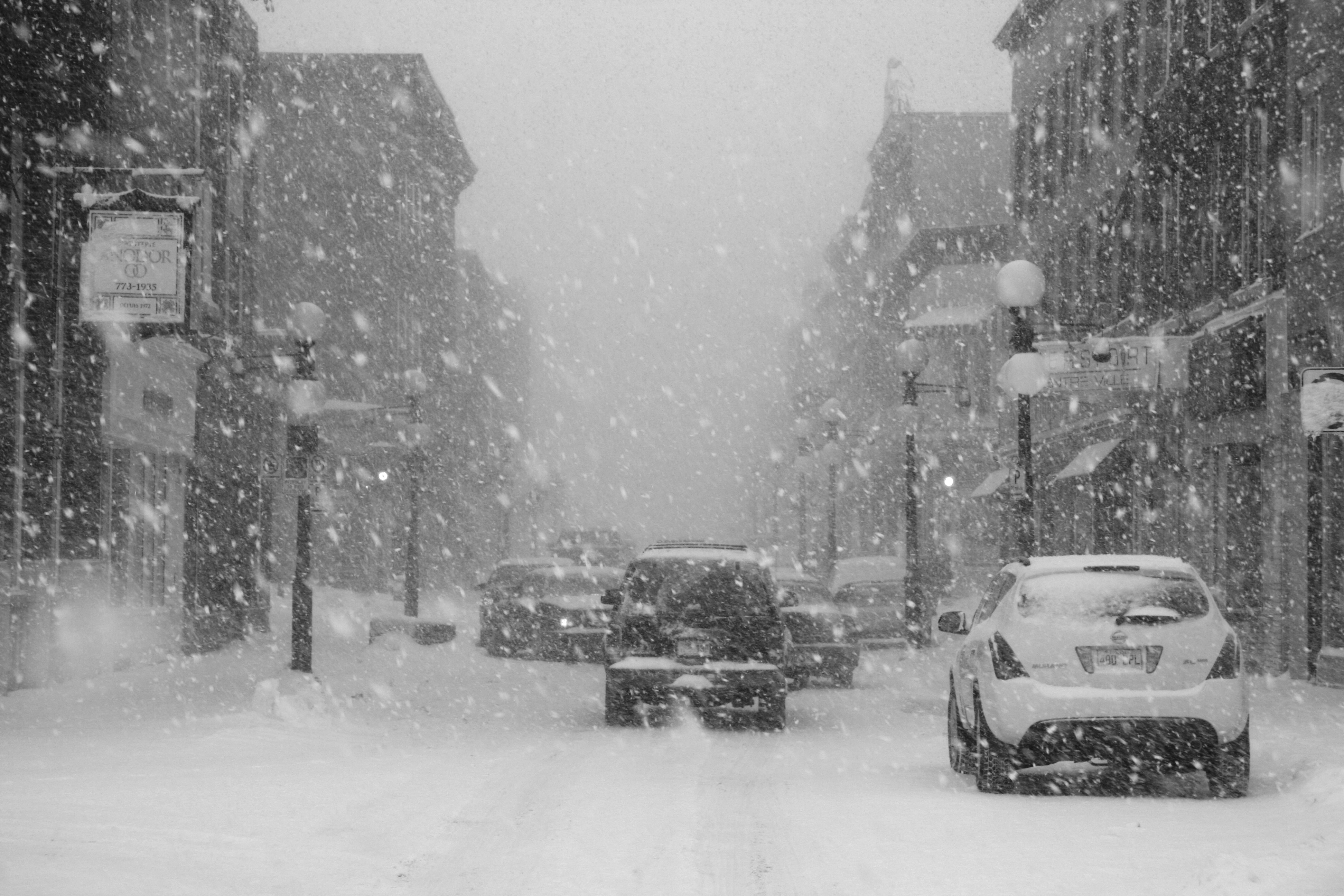
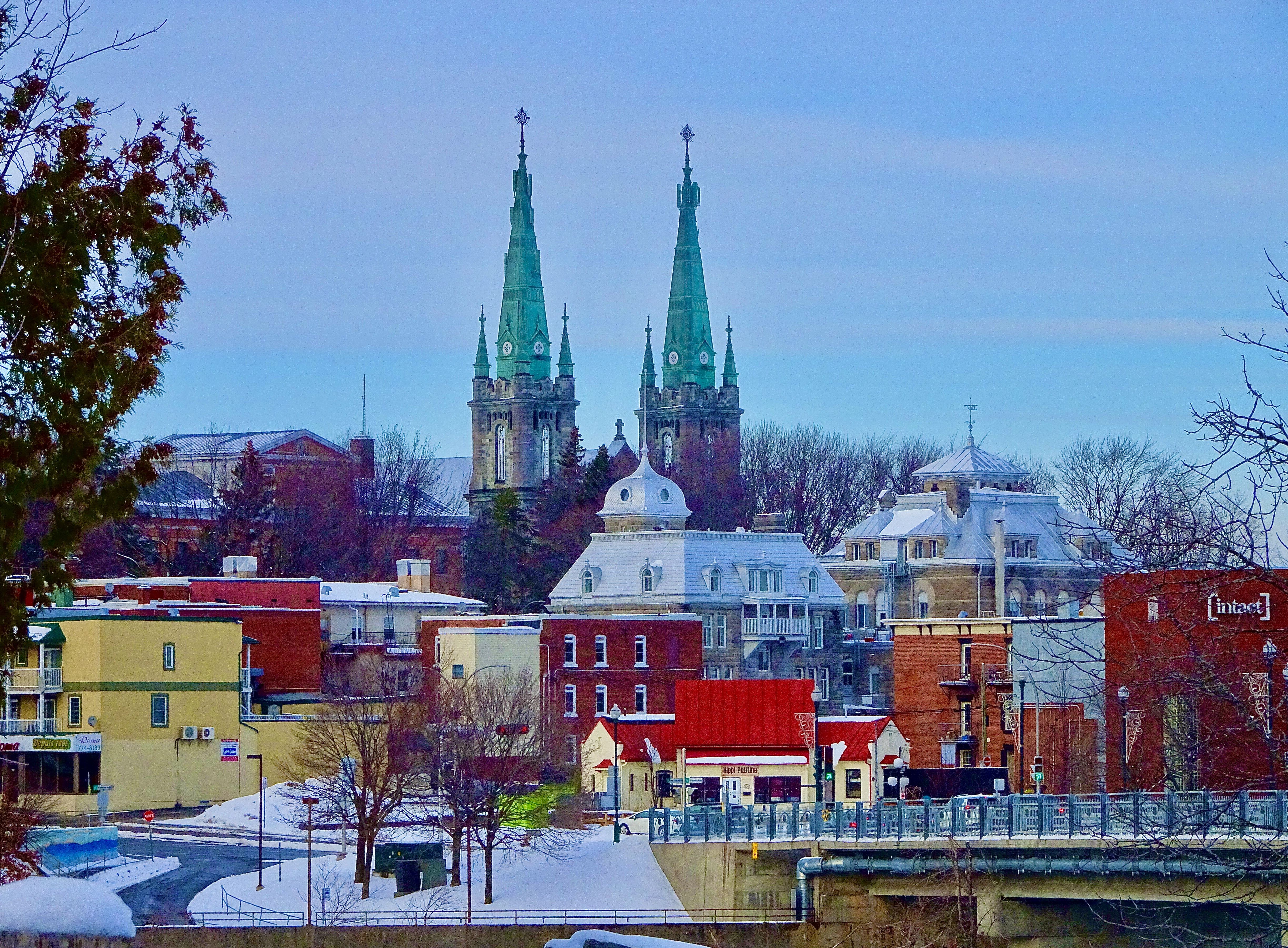

### Climat
|           | °C moyenne quotidienne | Chutes de pluie (mm) | Chutes de neige (cm) |
| Janvier   | -10,5                  | 31,9                 | 48,0                 |
| Février   | -9,0                   | 22,5                 | 40,5                 |
| Mars      | -2,5                   | 47,1                 | 30,9                 |
| Avril     | 5,9                    | 69,2                 | 8,7                  |
| Mai       | 13,4                   | 85,1                 | 0                    |
| Juin      | 18,6                   | 95,1                 | 0                    |
| Juillet   | 21,1                   | 100,9                | 0                    |
| Août      | 19,7                   | 103,3                | 0                    |
| Septembre | 14,5                   | 93,9                 | 0                    |
| Octobre   | 8,2                    | 88,2                 | 1,1                  |
| Novembre  | 1,4                    | 75,6                 | 20,2                 |
| Décembre  | -6,6                   | 43,3                 | 52,6                 |
| Total     |                        | 856,1                | 202                  |

Saint-Hyacinthe jouit d'un climat continental humide marqué par de grandes amplitudes thermiques. La variation annuelle des températures est d'environ 38 °C. À l'instar des autres villes québécoises, Saint-Hyacinthe subit parfois de grandes variations de température. Effectivement, celles-ci peuvent varier entre un froid record de −41,0 °C, enregistré le 27 janvier 1994, à un record maximum de 35,6 °C, le 1er août 1975. La topographie de la région n'ayant pas une grande influence sur la température régionale, la saison estivale n'est pas caractérisée par la présence de nuit froide.
Puisque la fin de l'automne et l'hiver sont reconnues pour être des périodes aux températures modérées, sous l'effet des masses d'air arctique apportées par les vents d'est, il va sans dire qu'il y a de fréquentes bordées de neige. Le record fut établi le 14 et 15 décembre 2003, où, en l'espace de moins de 24 heures, 71,4 centimètres s'étaient abattus dans la grande région maskoutaine. Même si cette tempête fut la plus importante en termes de précipitations, il n'en demeure pas moins que la tempête du siècle reste celle du 4 mars 1971, caractérisée par un violent blizzard.
La région a également été touchée lors d'un événement de pluie verglaçante prolongée en 1998. Elle formait l'une des pointes de ce que les médias ont appelé « Le Triangle noir », les deux autres pointes étant Granby et Saint-Jean-sur-Richelieu. Au Québec, l'événement est communément appelé Crise du verglas. De 80 à 100 millimètres de pluie verglaçante sont tombés en quelques jours, formant une épaisse couche de verglas sur les structures du réseau électrique ce qui lui causa des dommages considérables et plongeant la ville dans la pénombre pendant 23 jours. Les forces armées canadiennes ont été envoyées sur place pour aider à dégager les débris et subvenir aux besoins de la population lors de cette crise.

## Démographie
| 1861  | 1871  | 1881  | 1891  | 1901  | 1911  | 1921   |
| ----- | ----- | ----- | ----- | ----- | ----- | ------ |
| 3 695 | 3 746 | 5 321 | 7 016 | 9 210 | 9 797 | 10 859 |

| 1981   | 1991   | 2001   | 2006   | 2011   | 2016   | 2021   |
| ------ | ------ | ------ | ------ | ------ | ------ | ------ |
| 38 246 | 39 290 | 50 394 | 51 616 | 53 236 | 55 648 | 57 239 |

| Hommes | Classe d’âge | Femmes |
| ------ | ------------ | ------ |
| 1 295  | 80+ ans      | 2 730  |
| 2 545  | 70-79 ans    | 3 220  |
| 3 465  | 60-69 ans    | 3 895  |
| 3 105  | 50-59 ans    | 3 220  |
| 3 025  | 40-49 ans    | 2 945  |
| 2 850  | 30-39 ans    | 2 745  |
| 2 805  | 20-29 ans    | 2 805  |
| 2 605  | 10-19 ans    | 2 640  |
| 2 465  | 0-9 ans      | 2 265  |

## Administration
Les élections municipales se font en bloc et suivant un découpage de onze (11) districts.
| Saint-Hyacinthe Maires depuis 2005                                                                                   |                  |         |          |
| Élection | Maire            | Qualité | Résultat |
| 2005 | Claude Bernier   |         | Voir     |
| 2009 | Claude Bernier   | Voir    |          |
| 2013 | Claude Corbeil   |         | Voir     |
| 2017 | Claude Corbeil   | Voir    |          |
| 2021 | André Beauregard |         | Voir     |
| Élection partielle en italique Depuis 2005, les élections sont simultanées dans toutes les municipalités québécoises |                  |         |          |

## Industrie
La région de Saint-Hyacinthe est la principale zone de production agricole au Québec, tant au niveau du nombre d'établissements que du volume de produits mis en marché. Avec en tête les productions de grandes cultures, bovines, laitières, porcines et acéricoles, elle génère 20 % des revenus agricoles de la province.

### Saint-HyacintheTechnopole

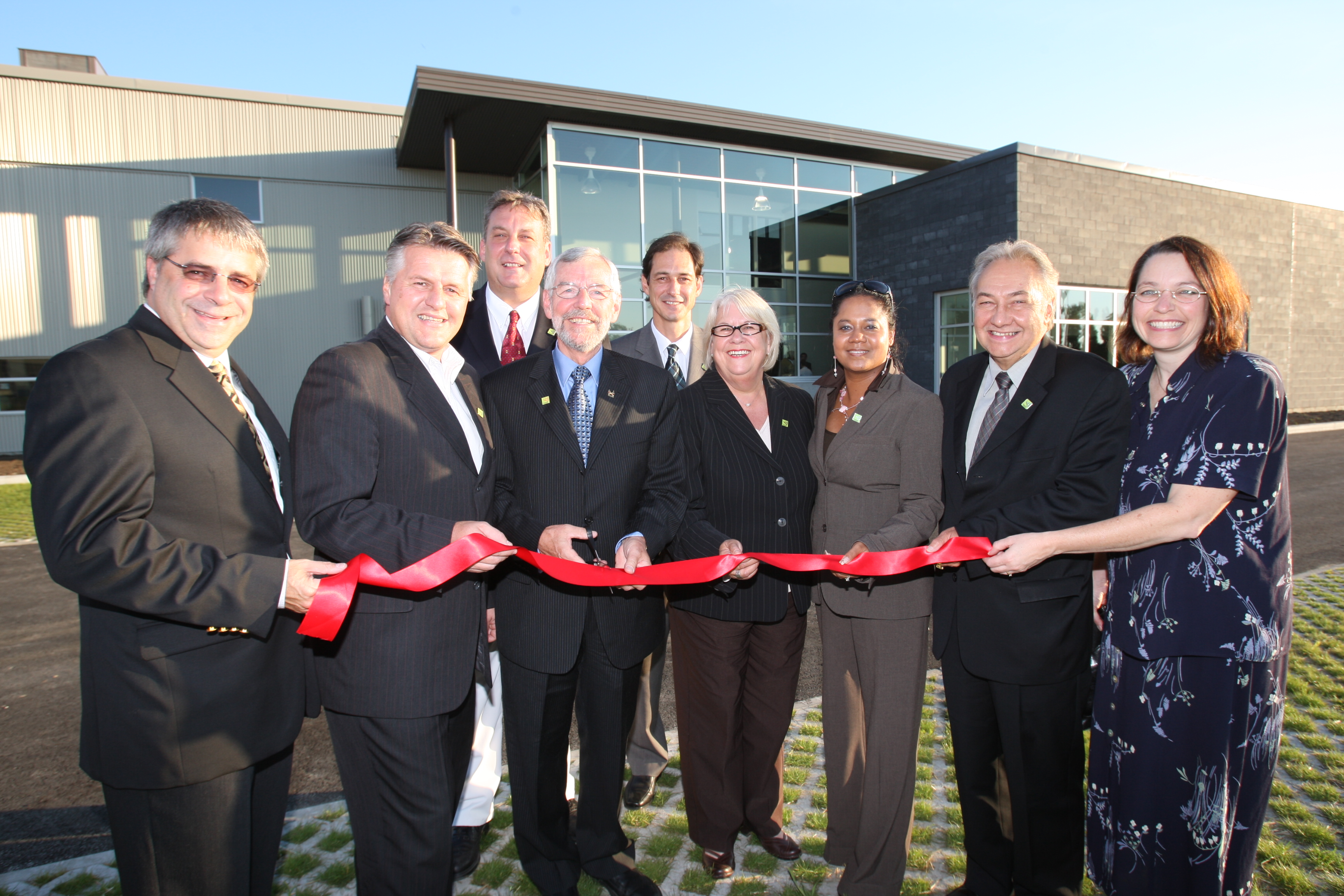
Inauguration du troisième pavillon du Centre de développement des biotechnologies

Des acteurs liés au secteur de la biotechnologie agroalimentaire sont implantés sur son territoire : elle compte 1400 fermes de culture et d'élevage et plus de 150[évasif] institutions de recherche, d'enseignement supérieur, de transfert technologique et d'industries spécialisées dans le secteur de l'agroalimentaire. Elle regroupe plus de 8 000[évasif] emplois spécialisés en biotechnologie agroalimentaire.

### Cité de labiotechnologie
Saint-Hyacinthe Technopole a inauguré, en 2002, la Cité de la biotechnologie agroalimentaire, vétérinaire et agroenvironnementale, d'une superficie de près de 10 millions de pieds carrés.
A l'occasion de la conférence internationale de l’AURP (Association of University Research Parks), qui se terminait le 1er décembre 2011 à La Nouvelle-Orléans, l’organisation maskoutaine s’est vu décerner le prix Meilleur parc technologique en émergence au monde, remis annuellement,.

## Éducation et Culture

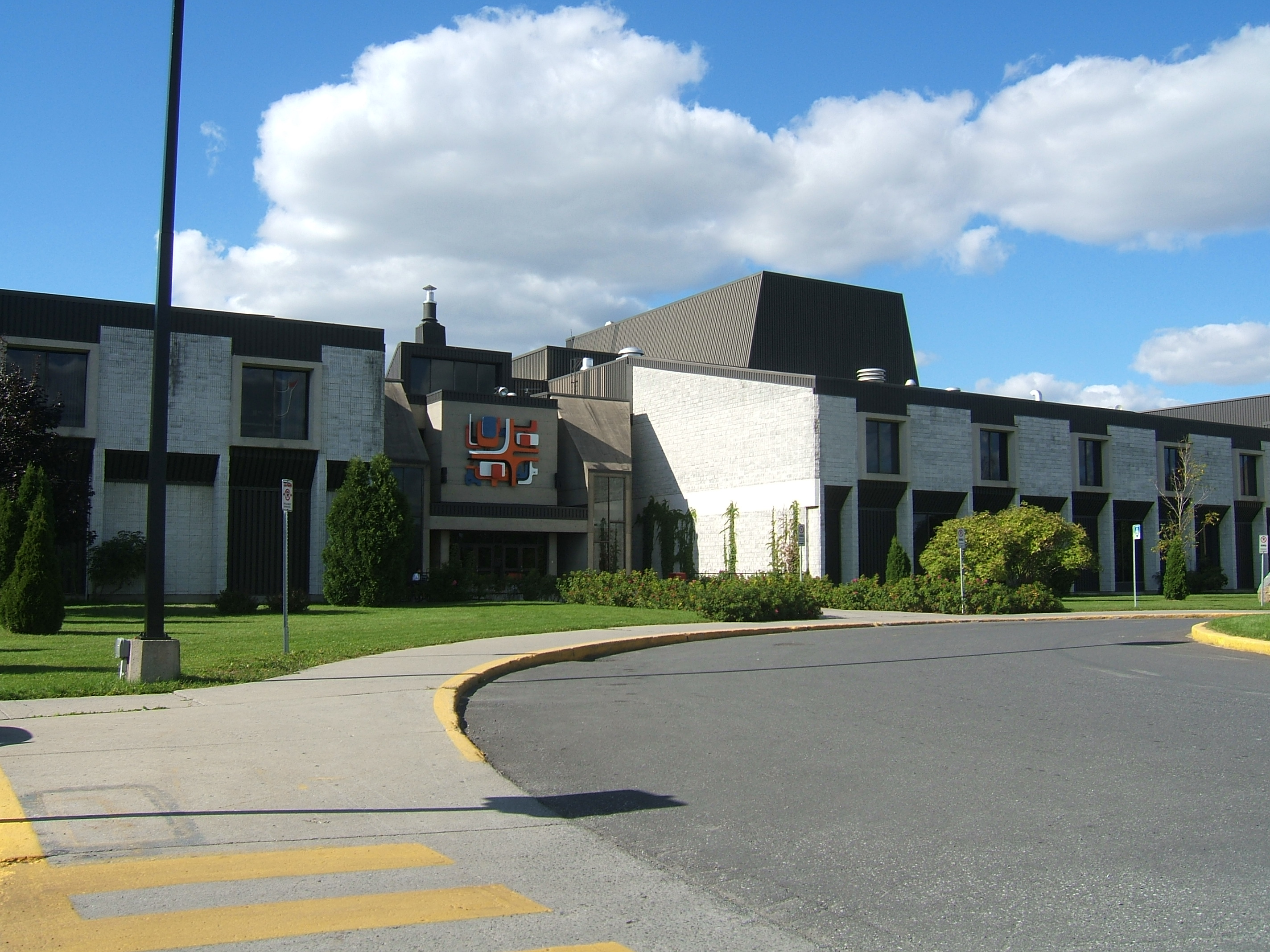
Cégep de Saint-Hyacinthe

### Établissements scolaires
- Faculté de médecine vétérinaire de l'Université de Montréal. Seule école vétérinaire francophone en Amérique du Nord, elle est reconnue au niveau international, dans les domaines de la reproduction animale, des maladies infectieuses du porc, en médecine équine ainsi qu'en ce qui concerne l'innocuité et la salubrité des aliments.
- Institut de technologie agroalimentaire (ITA). Il offre des programmes en technologies des productions animales, des équipements agricoles, de la transformation des aliments et de la production horticole et de l'environnement.
- Cégep de Saint-Hyacinthe. Institution d'études collégiales (études supérieures) offrant notamment des programmes en biotechnologie, Technique en mécanique du bâtiment, Soins infirmiers et Technique de diététique (gestion-conseil en alimentation). École de théâtre (interprétation et production) reconnue dans la province.Vue sur la rivière Yamaska

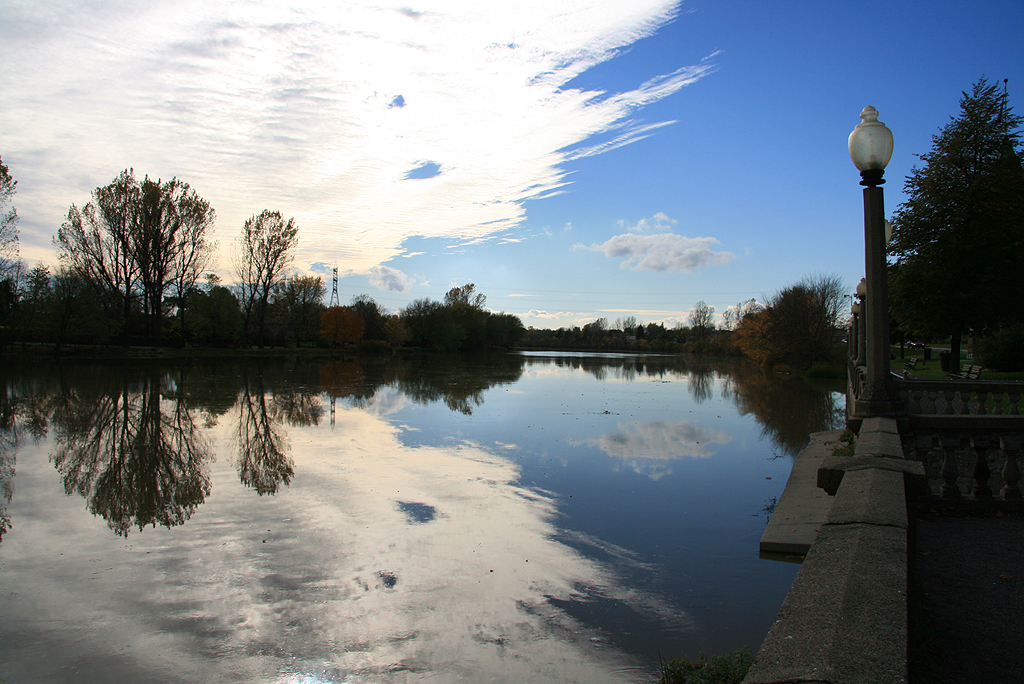
Vue sur la rivière Yamaska

- École professionnelle de Saint-Hyacinthe (EPSH)
- Polyvalente Hyacinthe-Delorme, offrant un Programme d'Éducation Internationale
- Collège Saint-Maurice
- Collège Antoine-Girouard (maintenant fermé, anciennement l'École du Séminaire de St-Hyacinthe)
- École Secondaire Saint-Joseph
- École Secondaire Fadette
- École René-Saint-Pierre
- Centre de formation des Maskoutains (CFM) (Éducation aux Adultes) (Maintenant logé dans l'ancienne École secondaire Casavant.)
- École Secondaire Casavant (maintenant logé dans l'ancien Collège Antoine-Girouard)

### Institutions culturelles
- Bibliothèque T.-A.-St-Germain
- Bibliothèque Sainte-Rosalie
- Centre des arts Juliette-Lassonde
- Centre d'archives du Séminaire

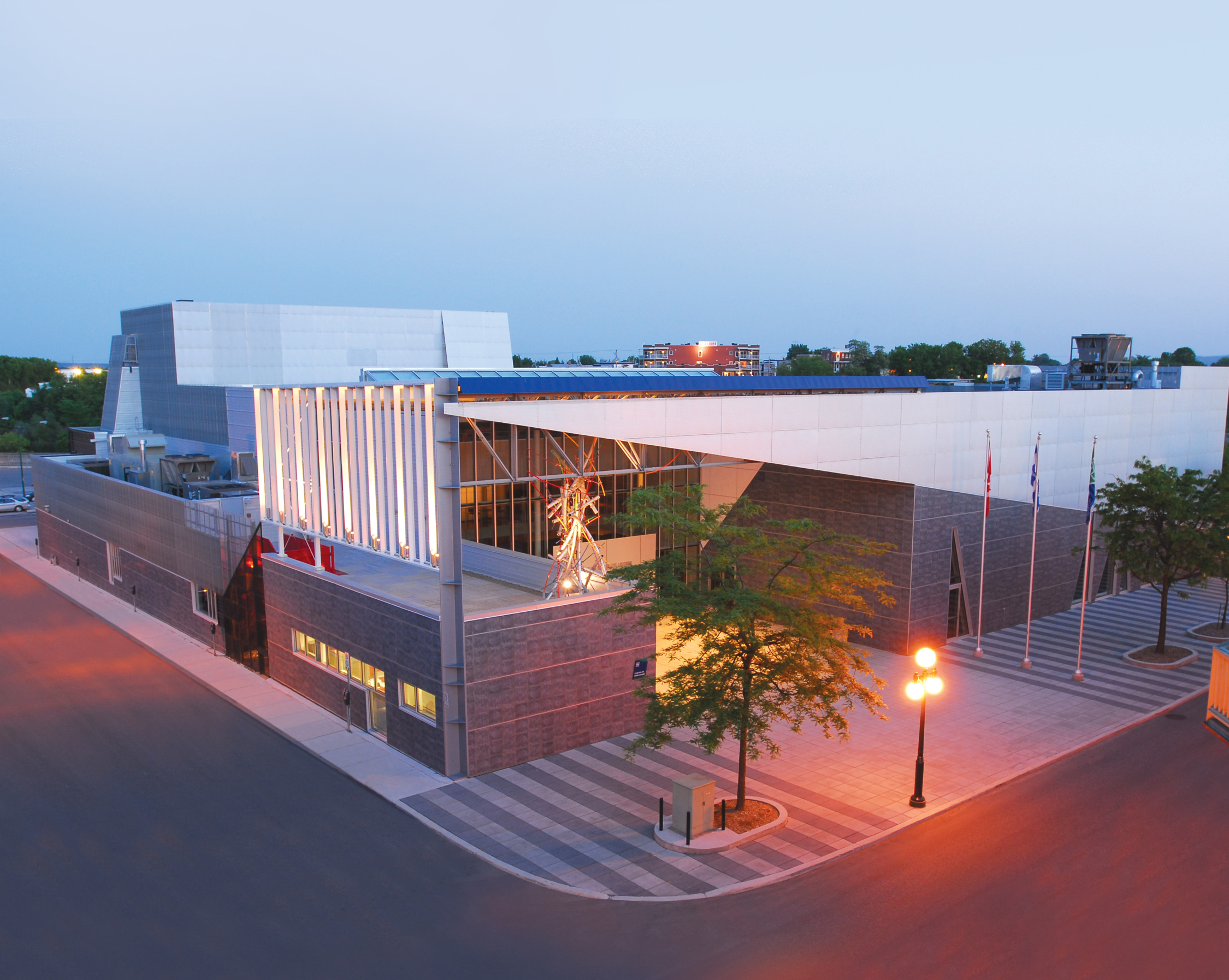
Centre des arts Juliette-Lassonde.

- EXPRESSION, centre d'exposition de Saint-Hyacinthe
- Galerie d'art Ève Fontaine
- Société du patrimoine religieux du diocèse de Saint-Hyacinthe

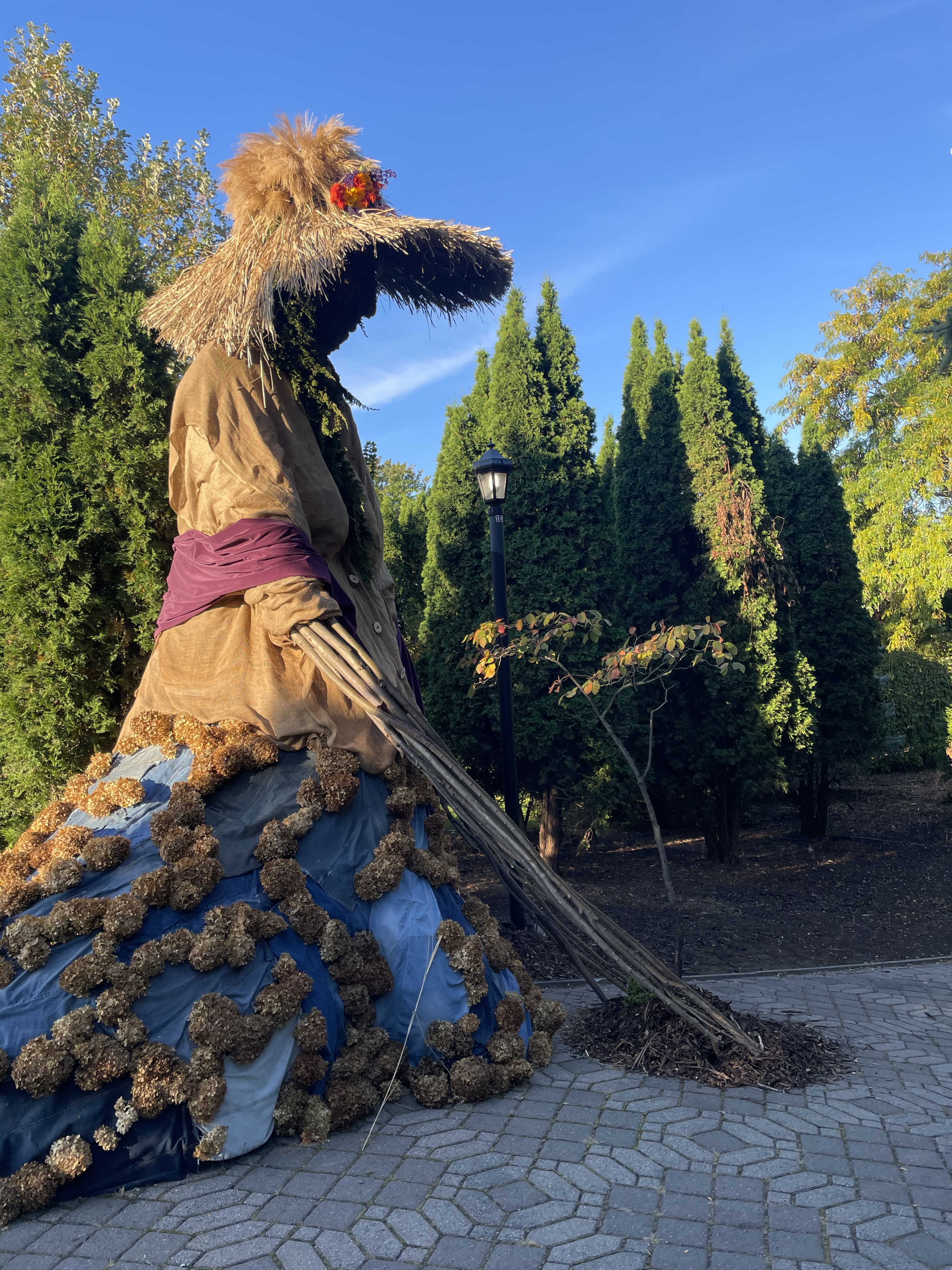
Une exposition au centre même du jardin Daniel A.Séguin.

- Les Chamaniers de Saint-HyacintheUne exposition au centre même du jardin Daniel A.Séguin.

### Événements et festivals majeurs
- L'Exposition agricole de Saint-Hyacinthe. Avec près de 200 000 visiteurs par année[19], récipiendaire 2008 aux Grands Prix du tourisme québécois, l'événement est le plus grand festival familial à thématique agricole.
- Le Salon de l'agriculture. Le plus important événement d’affaires agricoles de la province[20].
- Le Salon du véhicule électrique. Présenté par la caisse Desjardin, cet évènement détient le record Guiness du plus important regroupement de véhicules électriques avec un total de 733 voitures[21].

## Médias locaux

### Actuels
- Le Courrier de Saint-Hyacinthe, journal hebdomadaire. Fondé en 1853, il est le doyen de la presse francophone en Amérique du Nord.
- Le Clairon, journal hebdomadaire.
- BOOM FM Saint-Hyacinthe, station radiophonique.
- TVCOGECO Saint-Hyacinthe, canal télévisuel.
- Journal Mobiles, média communautaire.

### Anciens
- Le Journal de St-Hyacinthe, de 1862 à 1868
- Le Bourdon, 1867
- La Gazette de St-Hyacinthe, de 1868 à 1871
- Yamaska News, 1869
- Le Journal de l'Agriculture, 1869
- La Nation, de 1871 à 1873
- La Revue Agricole, de 1875 à 1876
- Le Collégien, de 1873 à 1876
- Le Collégien, de 1909 à 1912
- Le Voix du Précieux-Sang, de 1894 à 1898
- Le Journal de St-Hugues, 1881
- Le Bulletin de la Société de l'Industrie Laitière, 1891
- L'Artisan, 1890
- Le Célibataire, 1904
- L'Union, de 1873 à 1912
- La Tribune, de 1888 à 1922
- Le Clairon, de 1912 à 1970
- Le Nouveau Clairon, 1971
- Le Courrier

## Évêché
- Diocèse de Saint-Hyacinthe
- Cathédrale Saint-Hyacinthe-le-Confesseur

## Organismes de bénévolat
- Ambulance St-Jean, division 280
- Croix rouge canadienne
- Les Chevaliers de Colomb 960
- Les Chevaliers de Colomb Conseil 9803
- Parrainage civique des MRC d'Acton et des Maskoutains
- Groupe Vision Partage
- Filles d'Isabelle
- La Fondation Fée

## Autres institutions importantes
- Le Palais de Justice

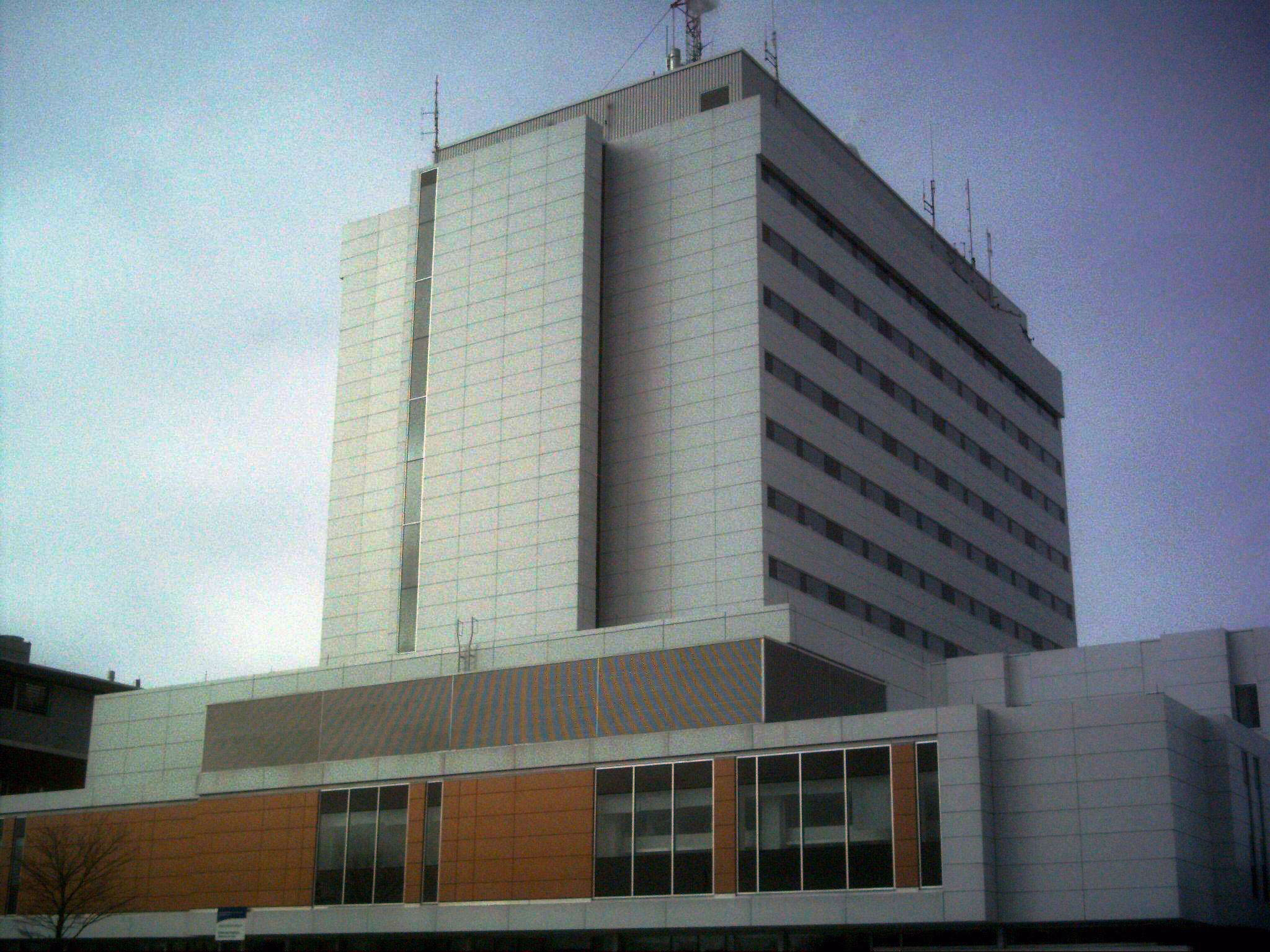
Hôpital Honoré-Mercier

- CSSS Richelieu-Yamaska (soins de courte et de longue durées, services de première ligne, santé mentale et réadaptation)
- Siège social de la compagnie Olymel S.E.C./LP
- Siège social de la région-centre des Caisses Desjardins du Québec
- Siège social de la Fédération Richelieu-Yamaska des Caisses populaires
- Siège social de la compagnie Humania Assurance, autrefois La Survivance
- Siège social de la compagnie d'assurances Intact Assurance
- Siège social de la compagnie NutriGroupe.
- Marché-Centre de Saint-Hyacinthe (En fonction depuis 1830, Bâtiment Principal 1867)
- Le 6e Bataillon du Royal 22e Régiment
- Le Corps de Cadets No. 1 des Cadets royaux de l'Armée canadienne
- Escadron 953 des cadets de l'Aviation royal du Canada

## Sports
De 1989 à 1996, la ville de Saint-Hyacinthe bénéficiait de sa propre équipe de hockey dans la Ligue de Hockey Junior Majeur du Québec, le Laser de Saint-Hyacinthe, dans laquelle évolua Martin Brodeur, qui évoluait comme gardien de but pour les Devils du New Jersey dans la LNH et aussi Georges Laraque qui a évolué pour les Canadiens de Montréal. Par ailleurs, Saint-Hyacinthe possède sa propre équipe de hockey de niveau Midget AAA : Les Gaulois de Saint-Hyacinthe, anciennement appelée les Riverains du Richelieu.
Saint-Hyacinthe a aussi accueilli les Jeux du Québec à l'hiver 2005.
En 1944, une équipe de la Marine royale canadienne composée de la division de réserve NCSM Donnacona de Montréal et de l'école de signaleurs NCSM Saint-Hyacinthe remporte la coupe Grey à Hamilton contre les Flying Wildcats de Hamilton.

### Soccer
Depuis 1967, le soccer organisé est disponible à Saint-Hyacinthe. Plusieurs clubs se sont succédé au fil du temps.
À la suite d'une décision du conseil municipal le 20 juin 2016, le FC Saint-Hyacinthe est l'organisme responsable du soccer mineur à Saint-Hyacinthe.

### Badminton
Depuis 1977, le club de Badminton de Saint-Hyacinthe offre des cours de badminton pour les jeunes de la région.
Au fil des ans, plusieurs joueurs issus du CBSH se sont illustrés sur la scène nationale et internationale.

## Personnalités maskoutaines
Ces personnes sont nées et/ou ont grandi dans la région de Saint-Hyacinthe:
- Paul Arcand, animateur et journaliste.
- Michel Archambault, joueur de hockey professionnel dans la Ligue nationale de hockey, décédé en 2018
- François Avard, auteur et scénariste, notamment de la télésérie Les Bougon, c'est aussi ça la vie!.
- Luce Baillargeon, judoka olympique et médaillée internationale.
- Bernard Barré, analyste de boxe et homme politique.
- Kim Barré, haltérophile international.
- Jean Bédard, homme d'affaires et président et chef de direction du Groupe Sportscene inc.
- Élisabeth Bergeron, fondatrice des sœurs de Saint Joseph de Saint-Hyacinthe
- Le colonel Jean Berthiaume, OBE, CD, officier d'infanterie du Régiment de Saint-Hyacinthe et du Royal 22e Régiment, 1916-2003.
- André-Albert Blais, évêque de Rimouski (1891-1919).
- Johanne Blouin, chanteuse.
- Télesphore-Damien Bouchard, homme politique québécois, 1881-1962.
- Louka Boyer, participant à l'émission télévisée 100 génies[24].
- Guy Brodeur, karatéka et champion mondial 1985.
- Martin Brodeur, gardien de but des Devils du New Jersey.
- Geneviève Brouillette, comédienne.
- Andrée Champagne (1939-2020), actrice et femme politique.
- Thérèse Chouinard, femme de lettres[25], cofondatrice de la paroisse Saint-Fabien à Farnham, sacristine à l'église Saint-Joseph, vénérable patronne des bénévoles[26], 1932-2007.
- Gérard Côté, marathonien.
- Yvan Darsigny, haltérophile international.
- Sébastien Demers, boxeur.
- Henriette Dessaulles, journaliste (La Fadette) 1860-1946.
- Gérald Fauteux, ancien juge en chef de la Cour suprême du Canada.
- Chantal Fontaine, comédienne.
- Philippe Gaumont, badiste maskoutain. Vice-champion panaméricain en 2016.
- Martin Gendron, comédien, décédé en 2004.
- Gaétan Girouard, animateur de télévision, notamment pour l'émission JE, décédé en 1999.
- Willie Lamothe, chanteur et comédien, 1920-1992.
- François Langelier, homme politique, 1838-1915.
- Ricardo Larrivée, animateur d'émissions culinaires.[réf. souhaitée]
- Pierre Lassonde, homme d'affaires et philanthrope.
- Joël Legendre, comédien, animateur et chanteur.
- Yvan Loubier, homme politique.
- Gaétan Malo, ancien joueur de hockey professionnel (Europe).
- Annie Moniqui, haltérophile internationale.
- Louis-Zéphirin Moreau, évêque de Saint-Hyacinthe (1875-1901).
- Michel Pietracupa, haltérophile international.
- Johanne Rodrigue, marionnettiste, séries télévisées.
- Raymond Saint-Pierre, lecteur de nouvelles et reporter.
- Mylène St-Sauveur, actrice.
- Rosalie Vaillancourt, humoriste.

## Galerie

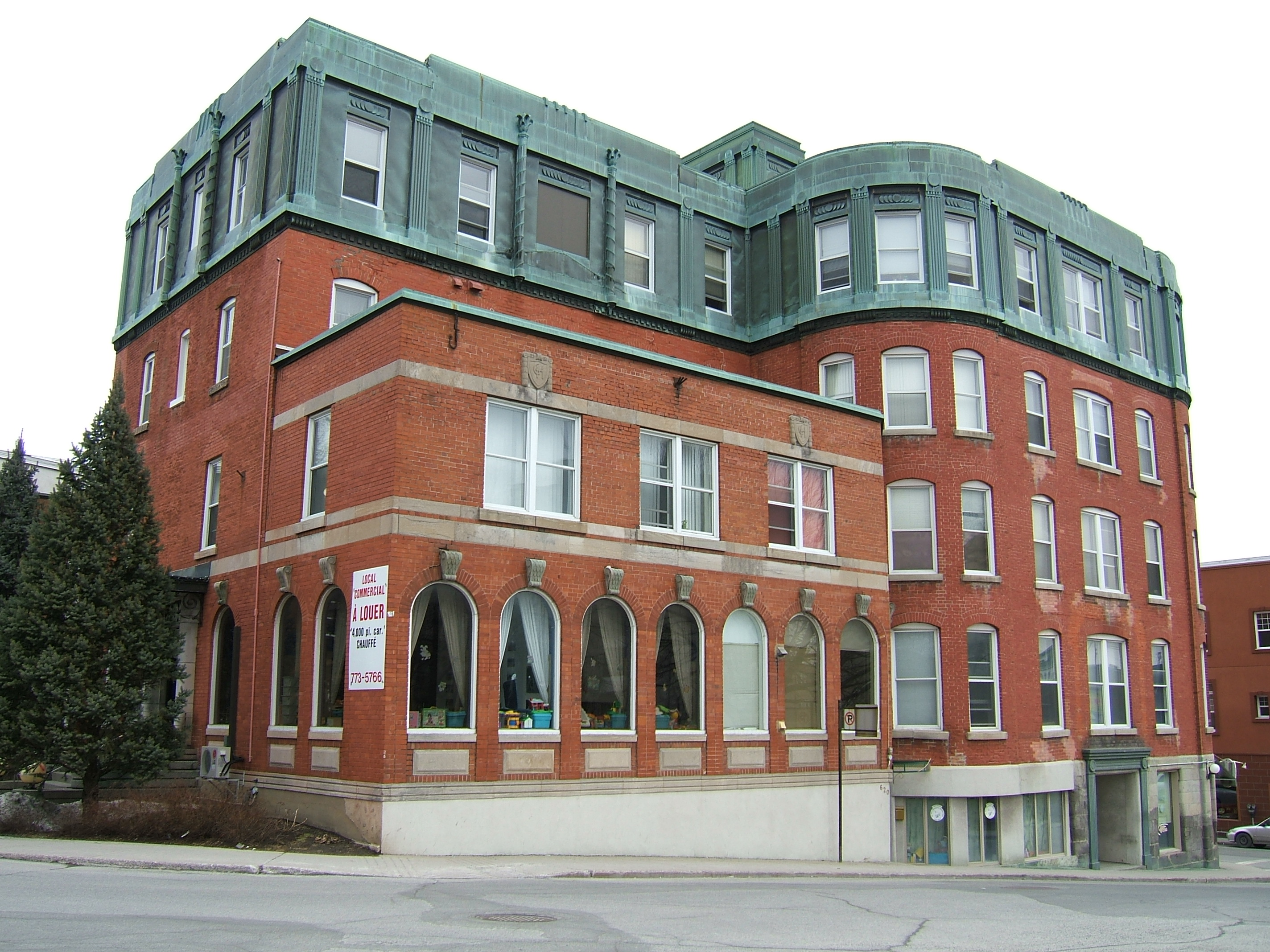
Immeuble "Château Maska"
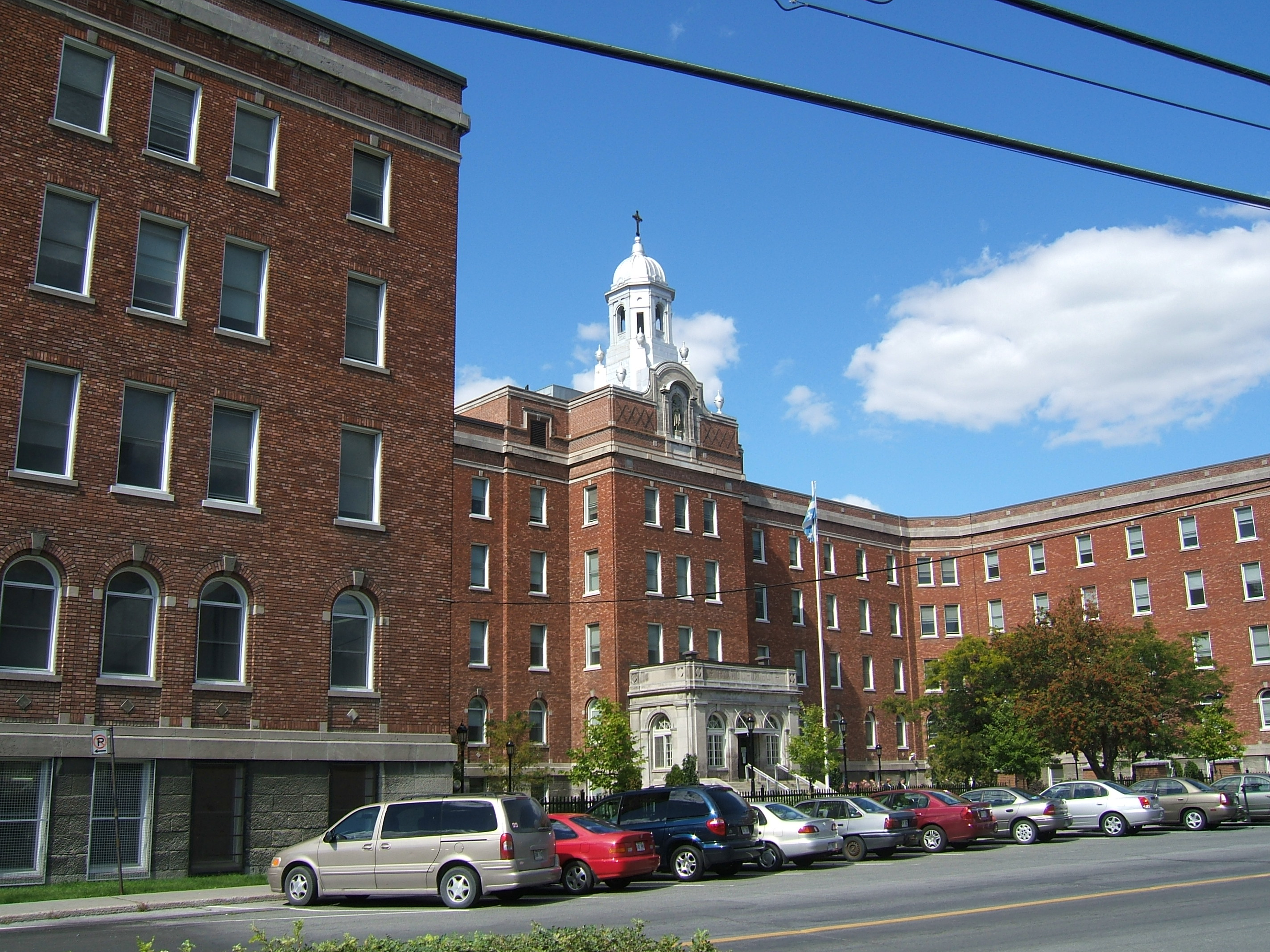
Hôtel-Dieu de Saint-Hyacinthe.
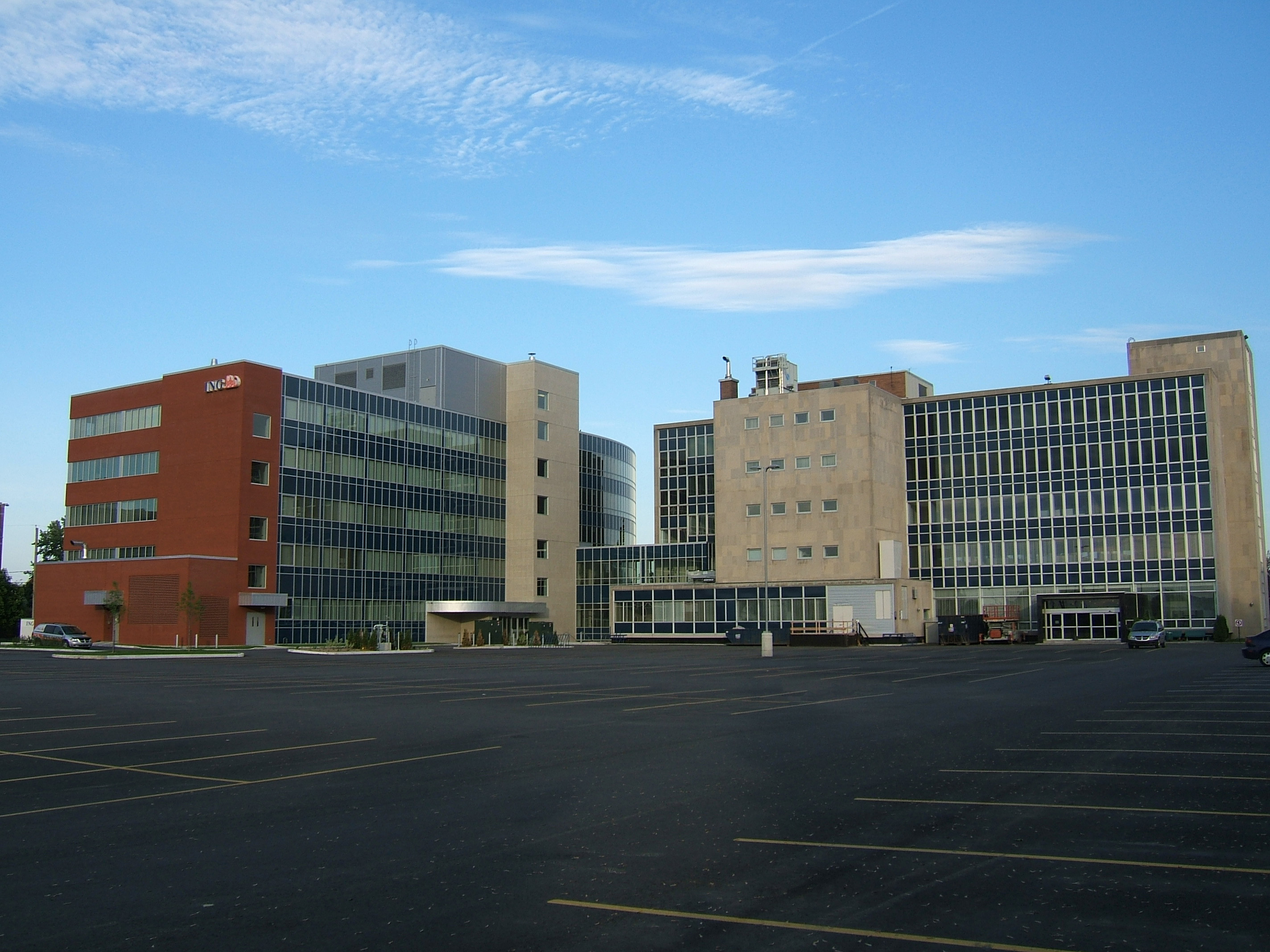
Siège social d'ING, vue arrière.
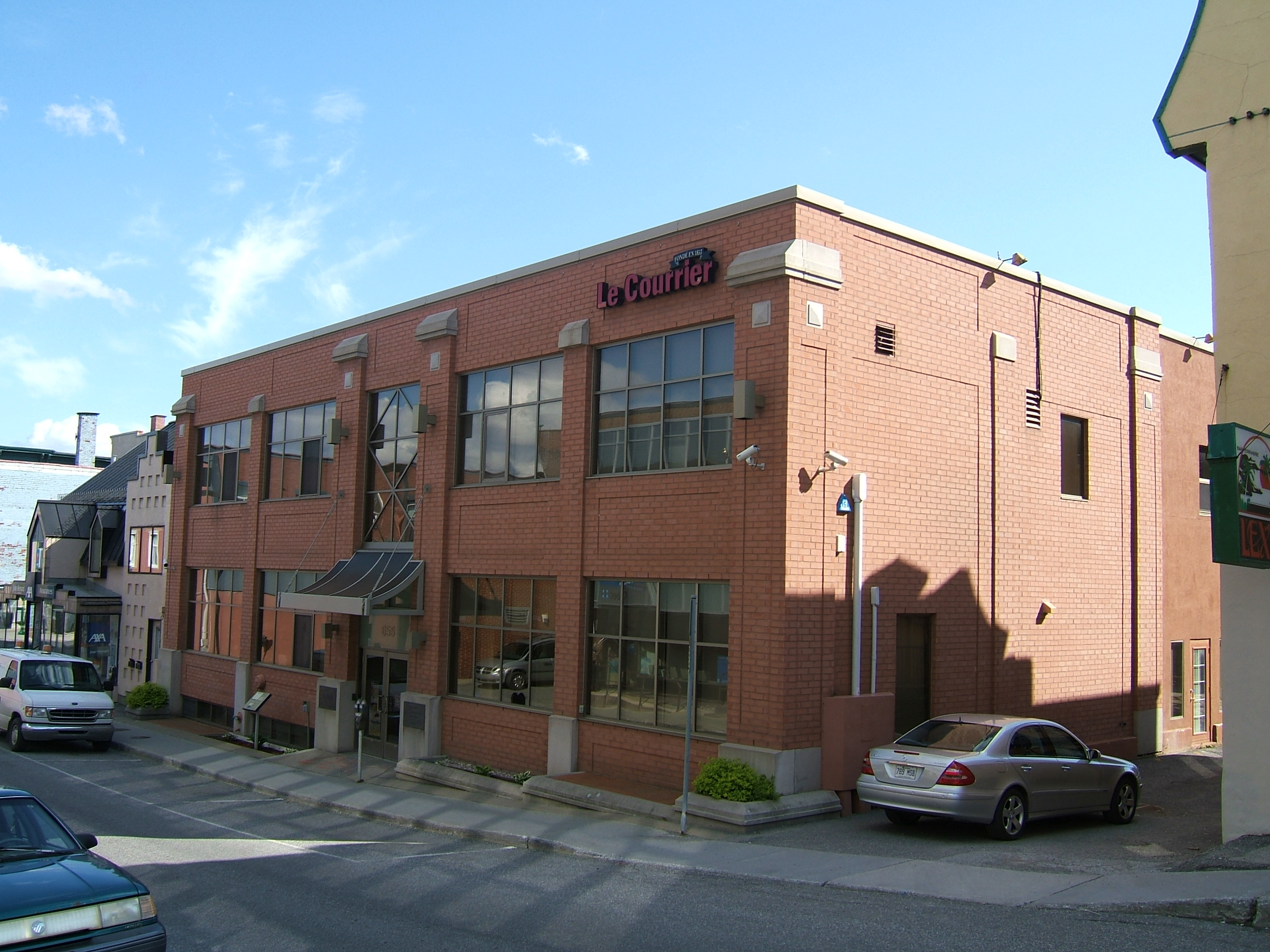
Façade de l'édifice du Courrier de St-Hyacinthe.
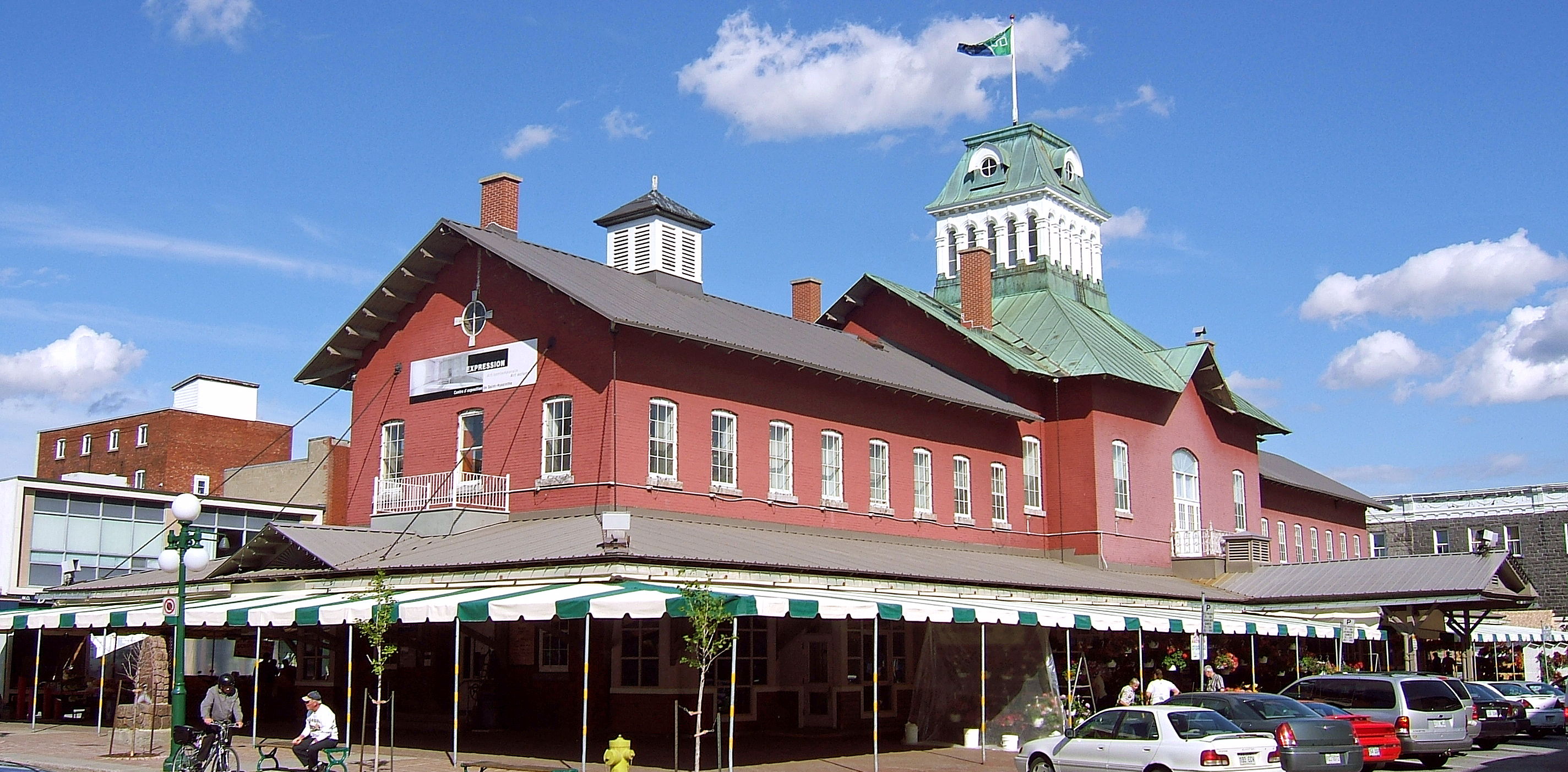
Marché-Centre de St-Hyacinthe, plus ancien marché public à avoir conservé sa vocation originale.
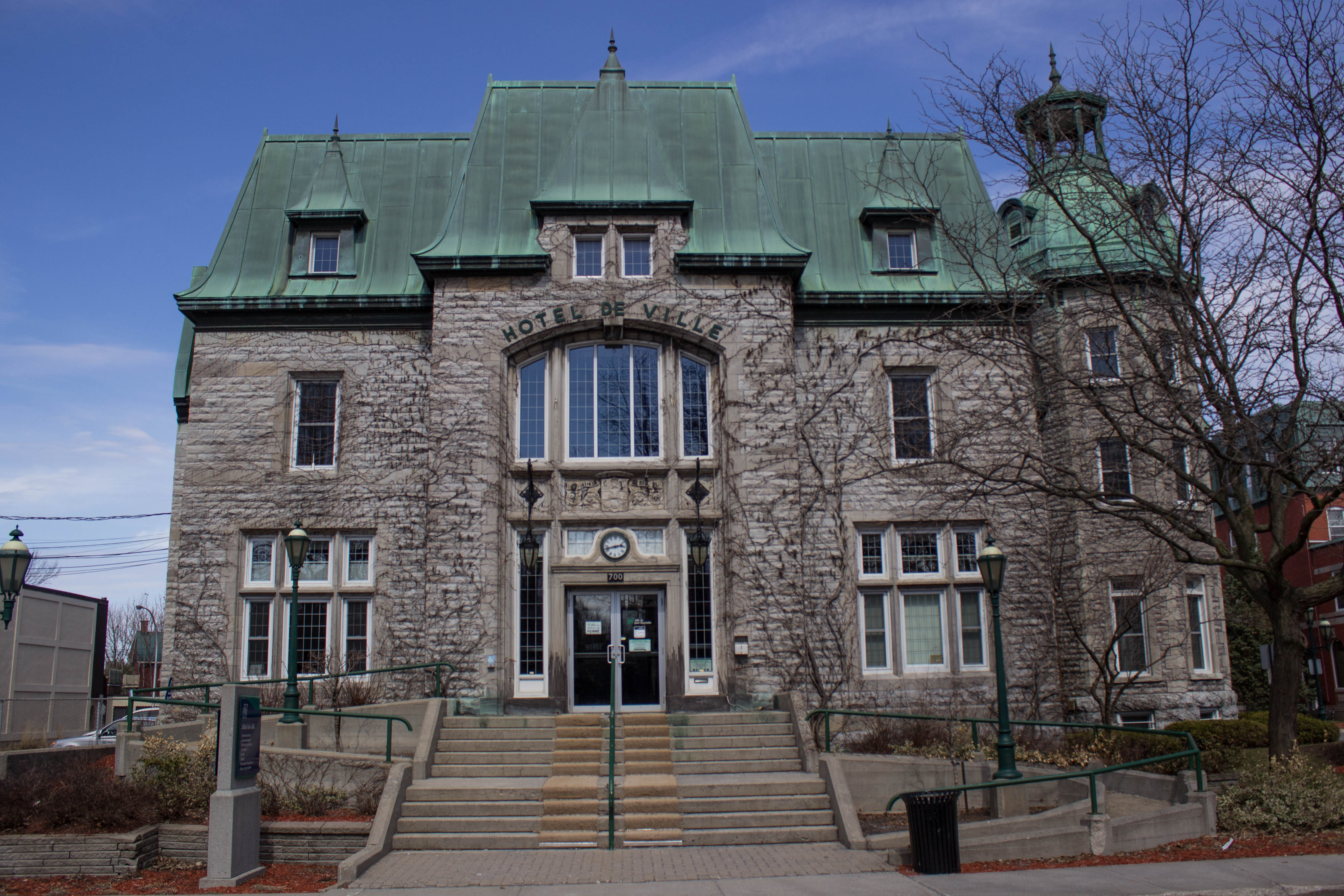
l'Hôtel de Ville.
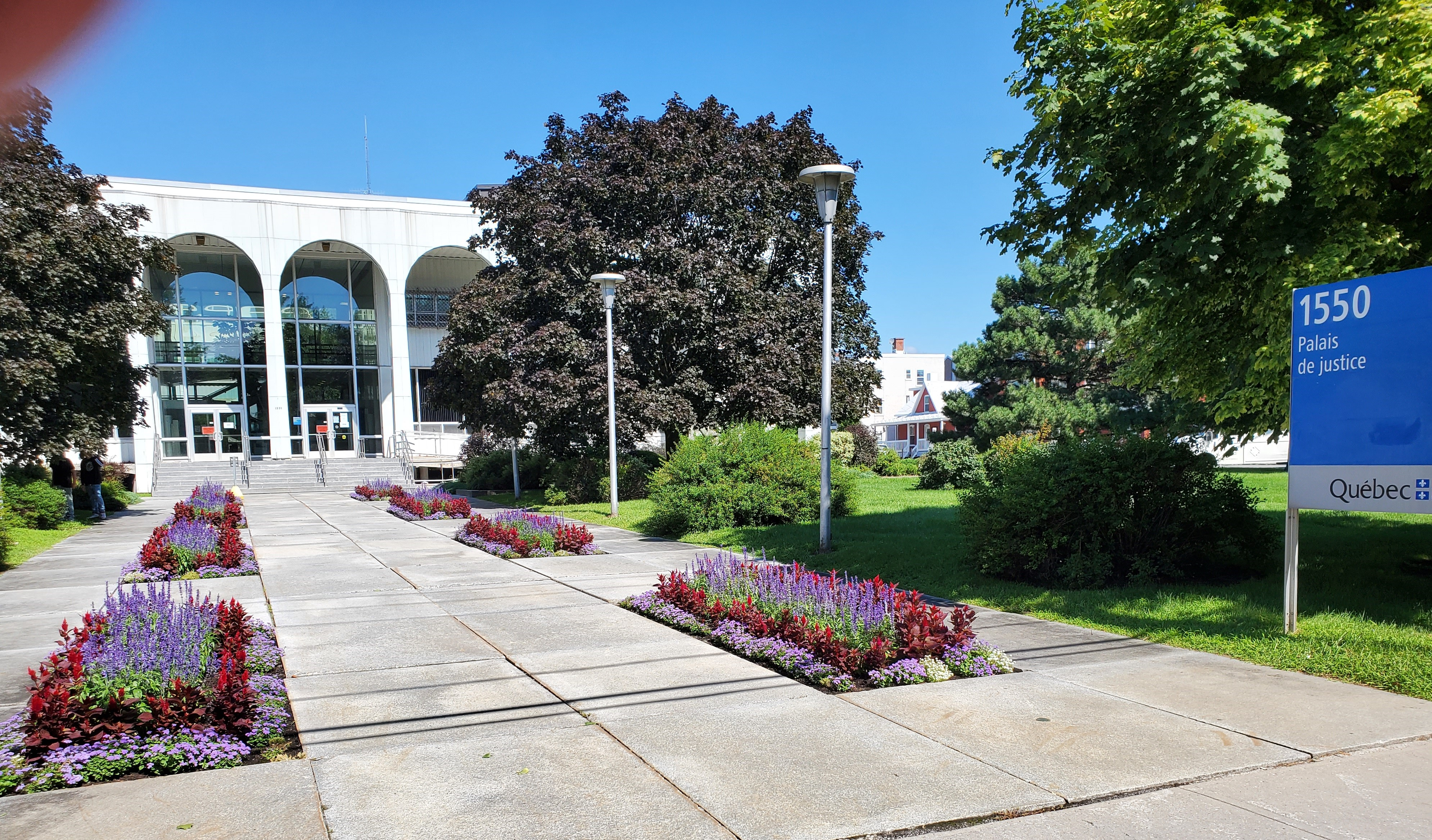
Entrée principale du Palais de justice, construit en 1965.
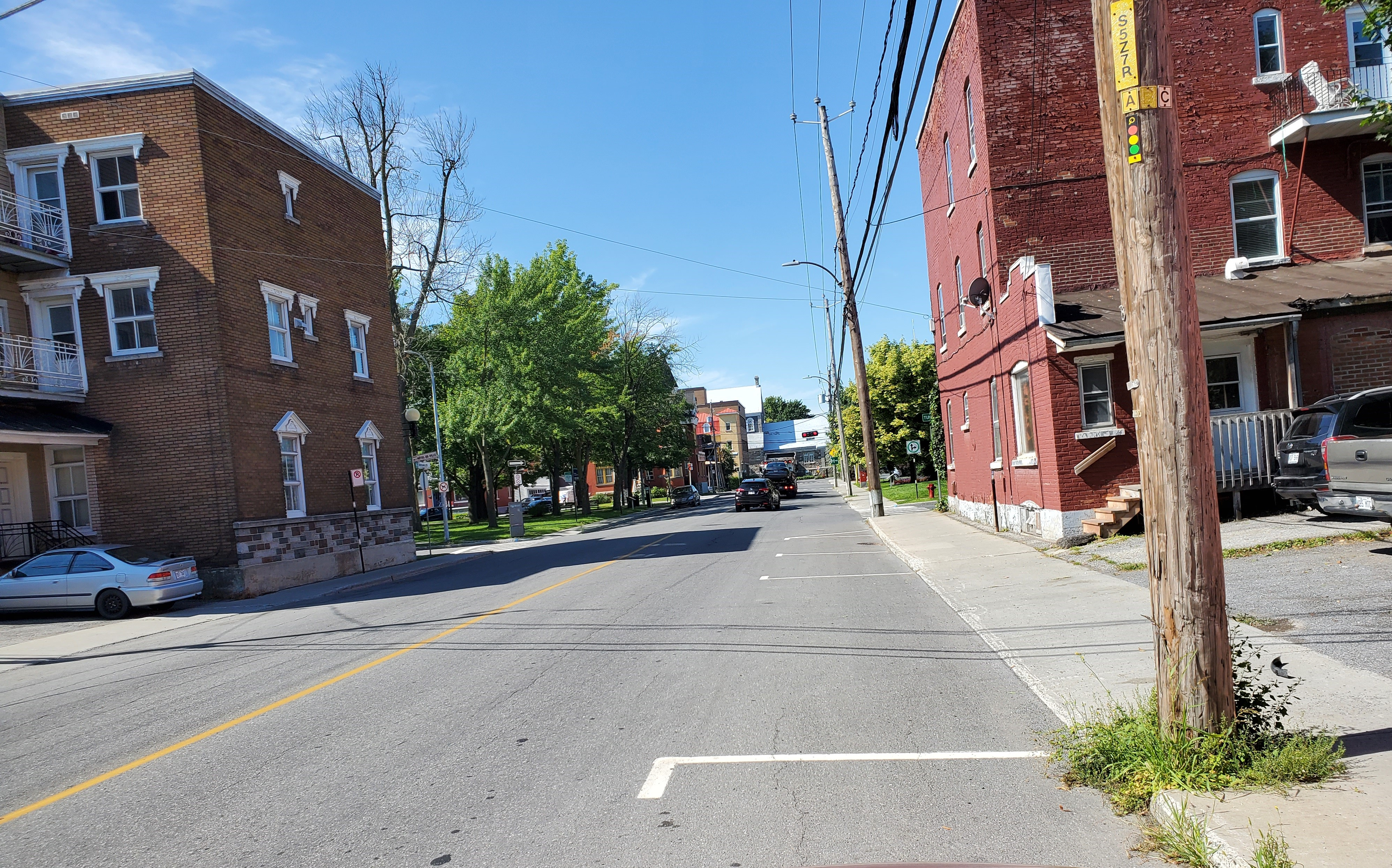
Rue Dessaulles.
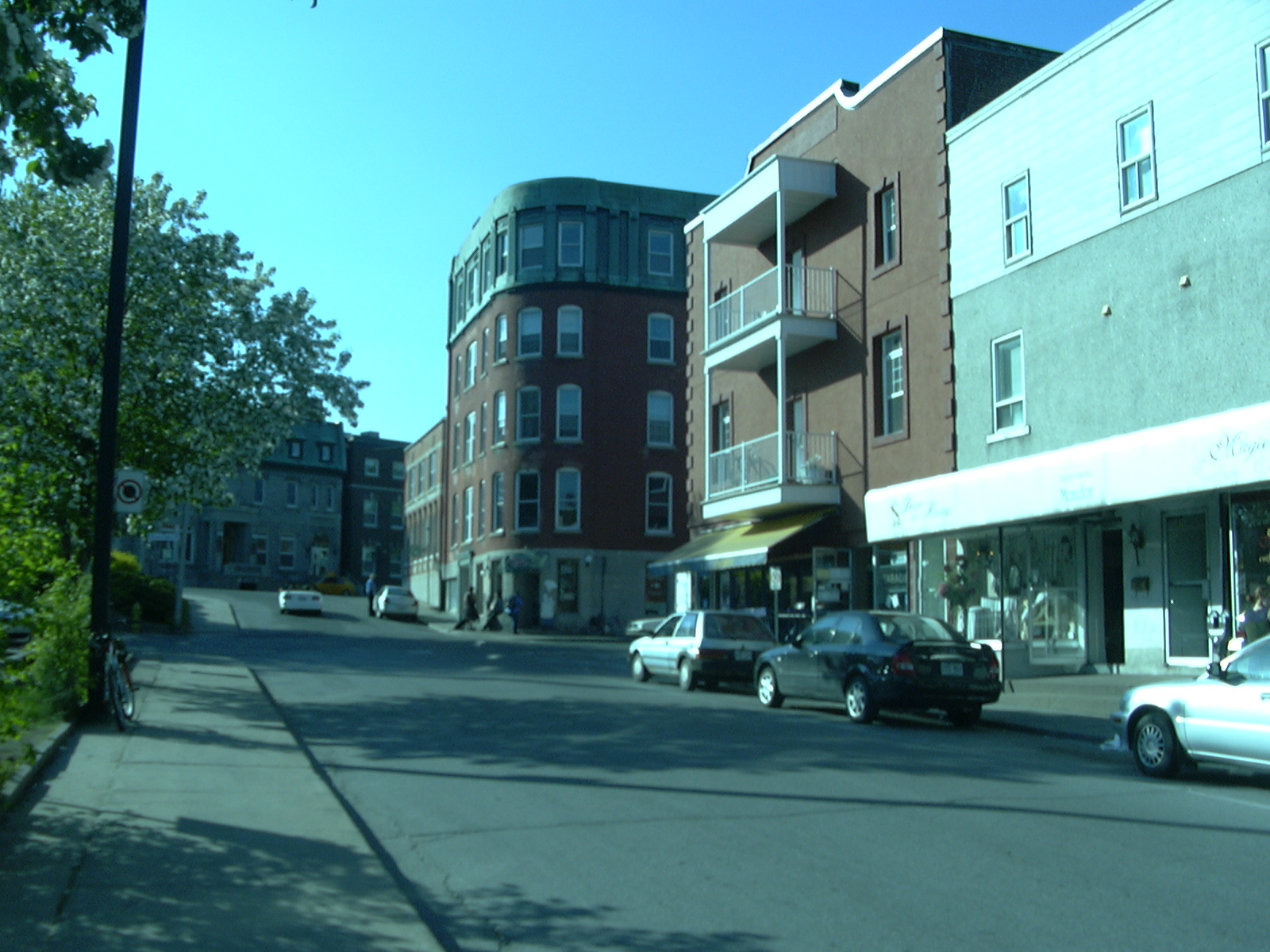
Le Grand Château. Immeuble à logements, anciennement un hôtel appelé Le Grand Hôtel.
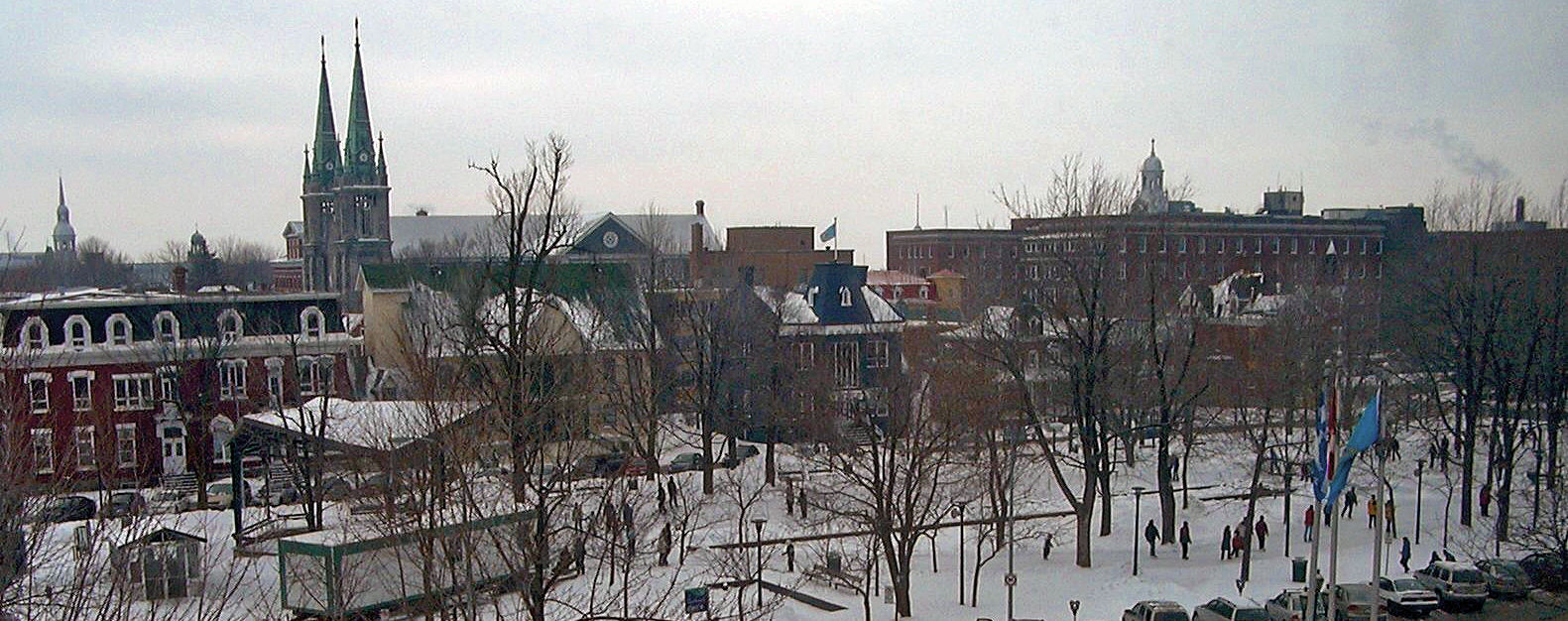
Patineurs au parc Casimir-Dessaules.
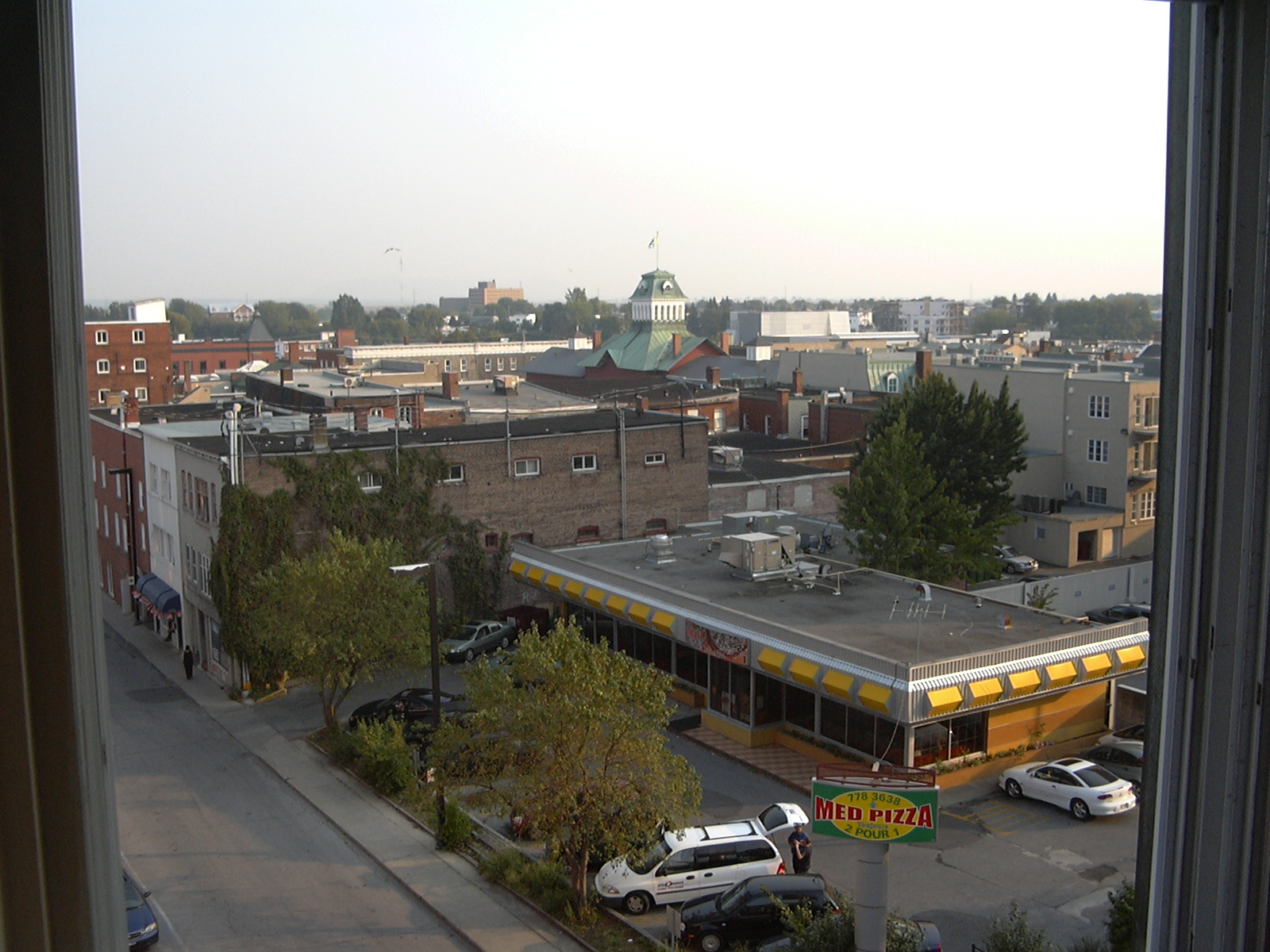
Rue Mondor avec le centre-ville en arrière-plan.
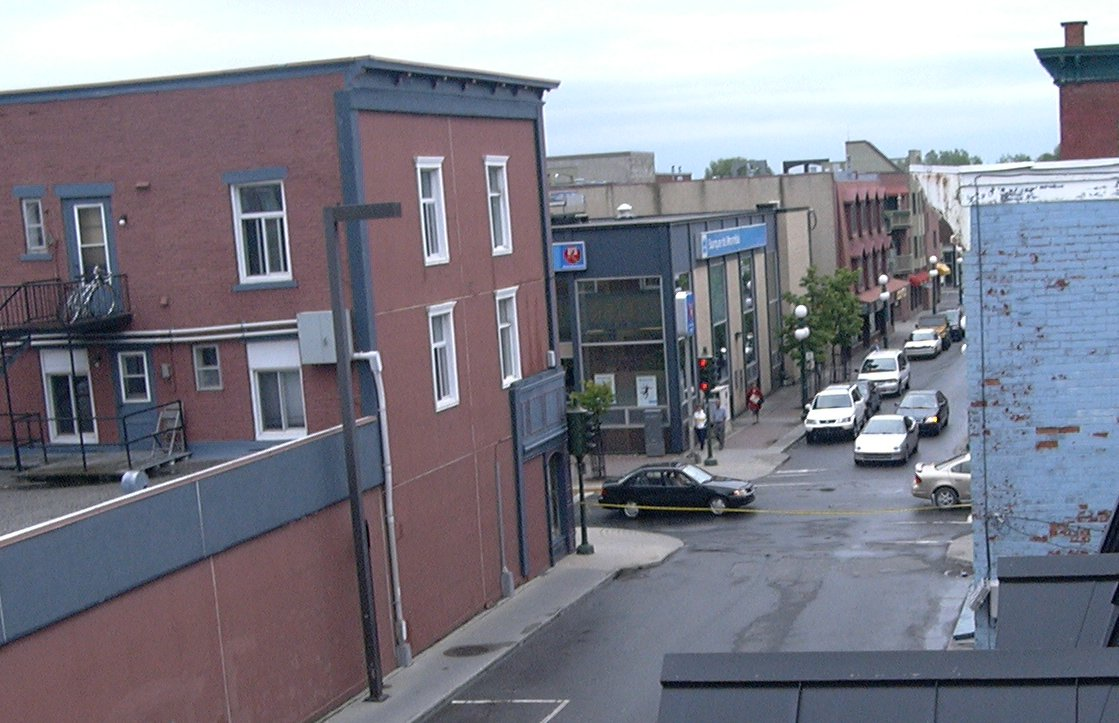
L'avenue Sainte-Anne.
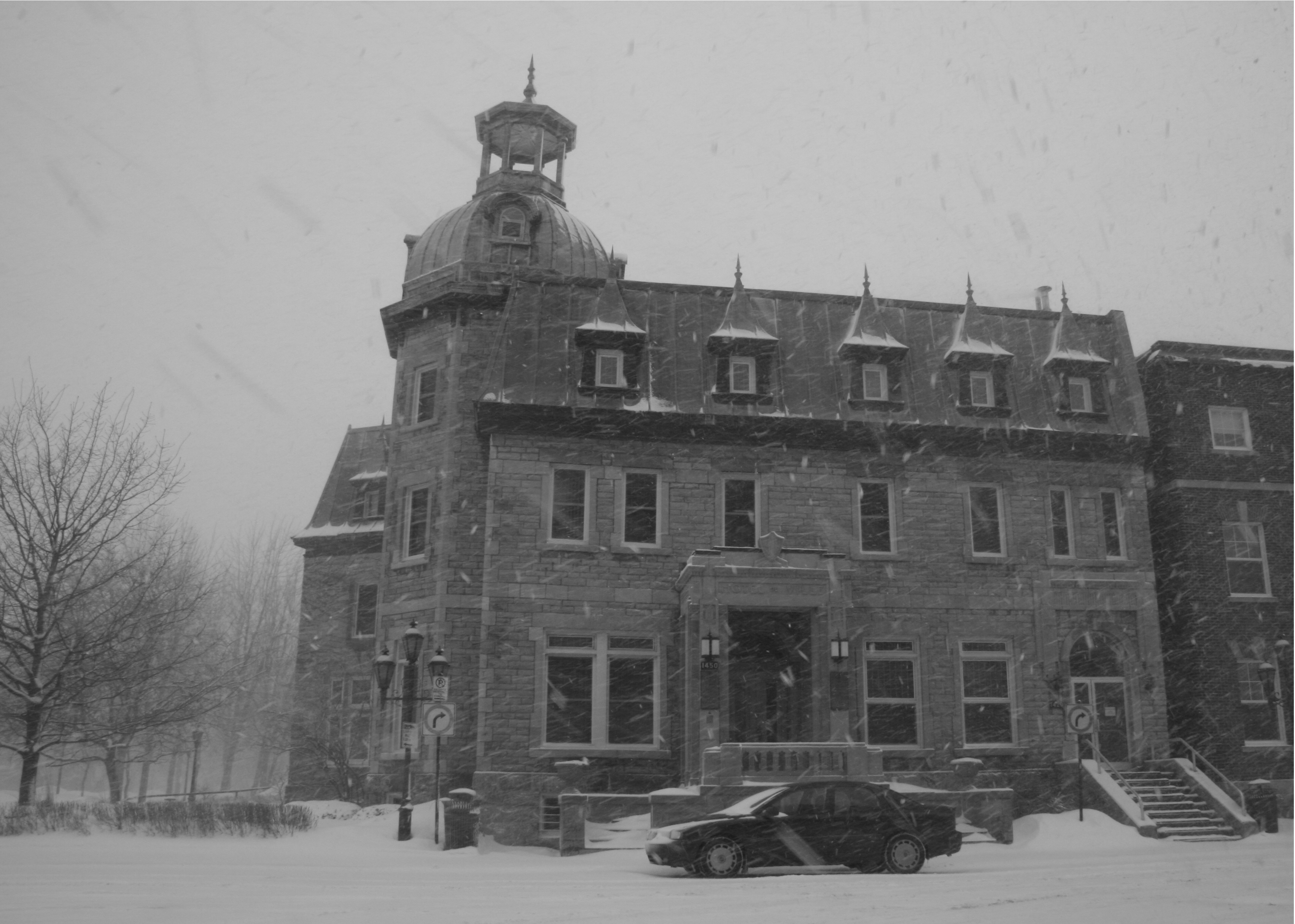
Hôtel de Ville de Saint-Hyacinthe.
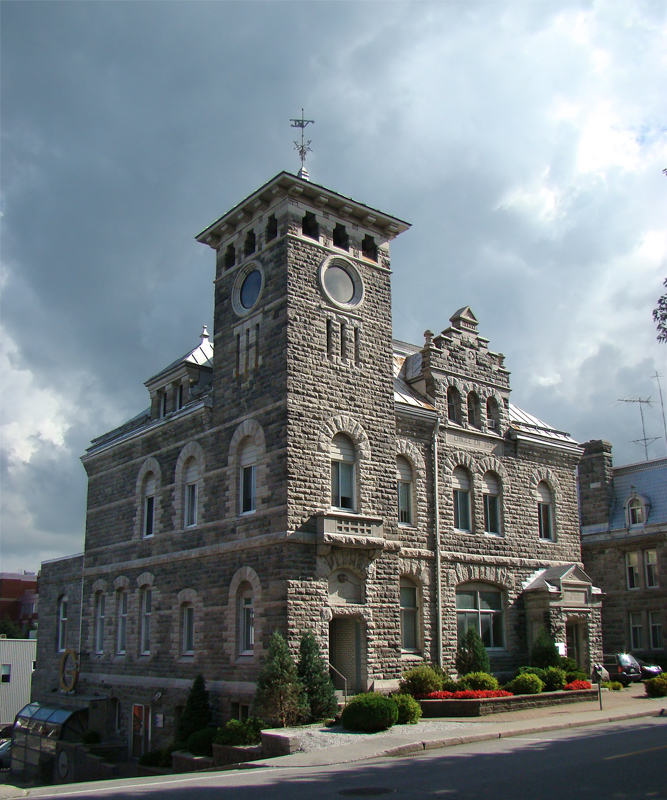
Ancien bureau de poste (1892), Lieu historique national du Canada.
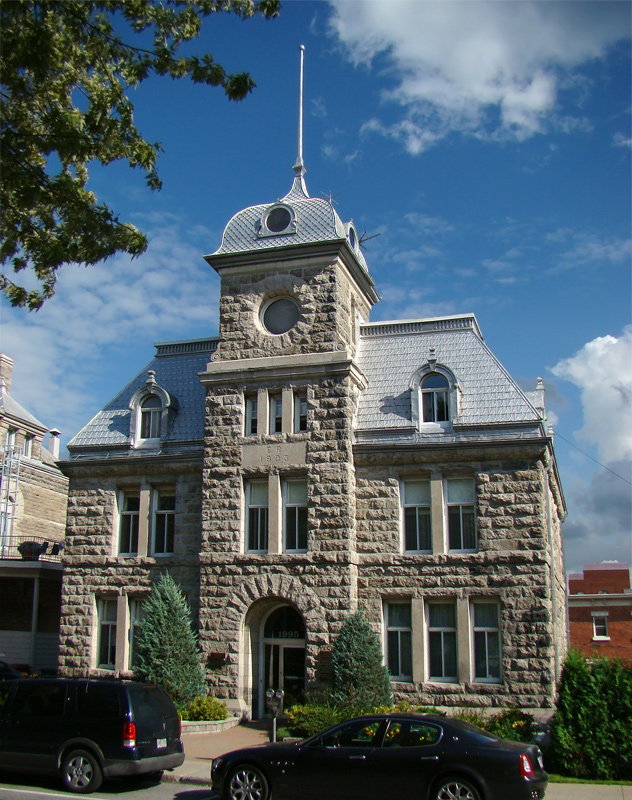
Ancien édifice de la douane (1903).